# Xã Herndon, Quận Craighead, Arkansas
Xã Herndon (tiếng Anh: Herndon Township) là một xã thuộc quận Craighead, tiểu bang Arkansas, Hoa Kỳ. Năm 2010, dân số của xã này là 1.215 người.